# Liste des impositions du pallium en 2015

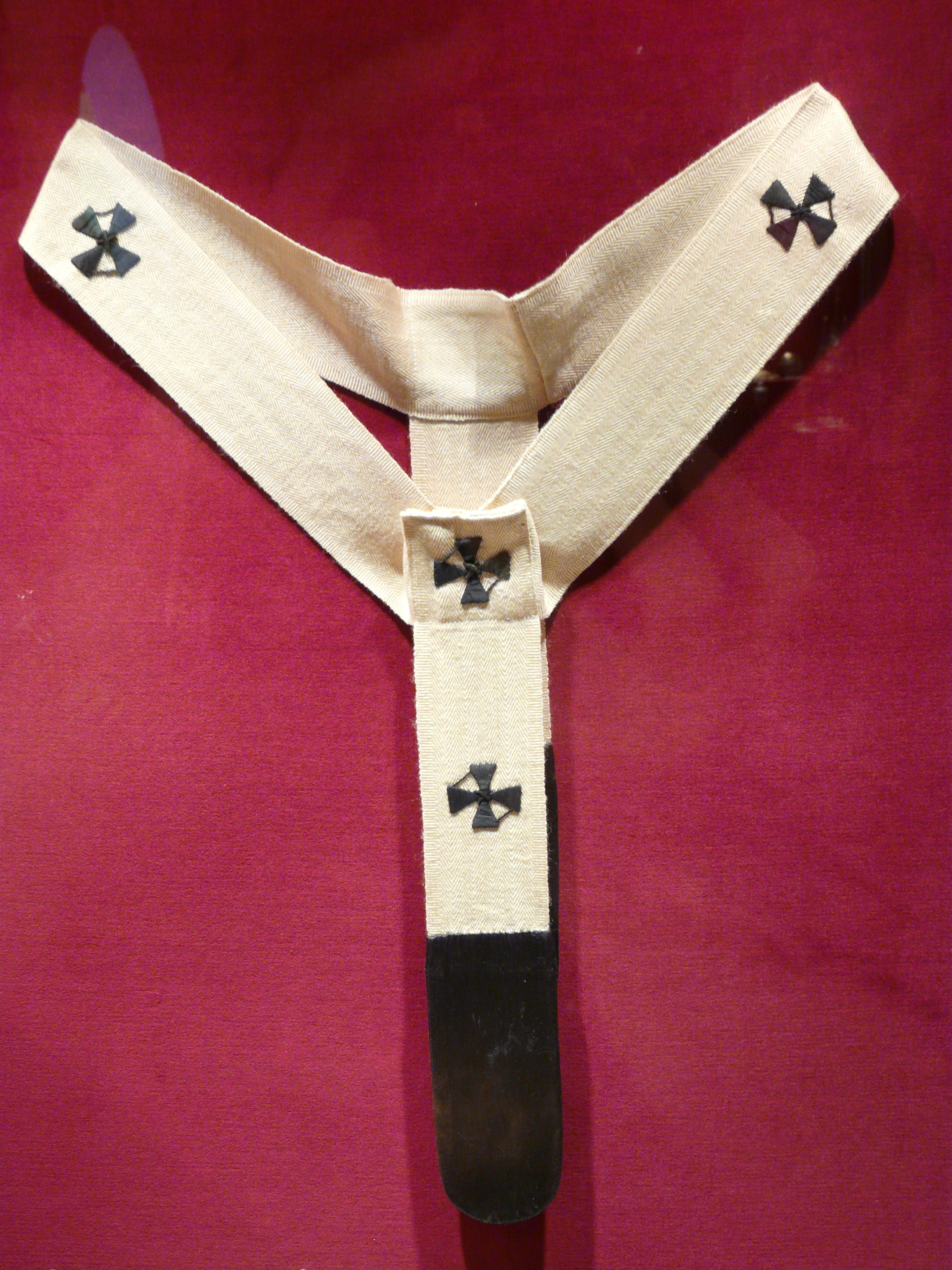
Le pallium moderne

Cette page présente la liste des archevêques métropolitains ayant reçu le pallium en 2015. 
Le pallium est un ornement de laine, signe de communion avec l'évêque de Rome, remis à Rome par le pape aux nouveaux archevêques métropolitains à l'occasion de la solennité des saints Pierre et Paul, le 29 juin suivant leur nomination. C'est la première année où le pape n'impose plus le pallium au cours de la cérémonie, en effet il a été décidé que pendant la cérémonie le pallium serait remis mais non imposé afin qu'il soit imposé dans la cathédrale du nouvel archevêque métropolitain par un représentant du pape (en l’occurrence le nonce apostolique). 

## Liste des métropolitains ayant reçu le pallium en 2015

### Au cours de la solennité des saints Pierre et Paul à Rome
- Rainer Maria Woelki, archevêque de Cologne (Allemagne)
- Antonio Canizares Llovera, archevêque de Valence (Espagne)
- Julian Leow Beng Kim, archevêque de Kuala Lumpur (en) (Malaisie)
- Eduardo Eliseo Martin, archevêque de Rosario (Argentine)
- Florentino Galang Lavarias, archevêque de San Fernando (Philippines)
- Anthony Pappusamy, archevêque de Madurai (Inde)
- Sevastianos Rossolatos, archevêque d'Athènes (Grèce)
- Thomas Aquino Manyo Maeda, archevêque d'Osaka (Japon)
- Carlos Osoro Sierra, archevêque de Madrid (Espagne)
- Eamon Martin, archevêque d'Armagh (Irlande)
- Anthony Fisher, OP, archevêque de Sydney (Australie)
- Blase Cupich, archevêque de Chicago (États-Unis)
- José Antonio Fernández Hurtado (es), archevêque de Durango (Mexique)
- Stanislav Zore, OFM, archevêque de Ljubljana (Slovénie)
- Djalwana Laurent Lompo, archevêque de Niamey (Niger)
- Vincenzo Pelvi, archevêque de Foggia - Bovino (Italie)
- Richard Daniel Alarcon Urrutia, archevêque de Cuzco (Pérou)
- Jean Mbarga, archevêque de Yaoundé (Cameroun)
- Edmundo Ponciano Valenzuela Mellid, SDB, archevêque d'Asunción (Paraguay)
- Beatus Kinyaiya, OFM.Cap, archevêque de Dodoma (Tanzanie)
- Max Leroy Mésidor, archevêque de Cap-Haïtien (Haïti)
- Kieran O'Reilly, SMA, archevêque de Cashel (Irlande)
- Filomeno do Nascimento Vieira Dias (en), archevêque de Luanda (Angola)
- Martin Musonde Kivuva, archevêque de Mombasa (Kenya)
- Vicente Jimenez Zamora, archevêque de Saragosse (Espagne)
- Benjamin Ndiaye, archevêque de Dakar (Sénégal)
- José Antônio Peruzzo, archevêque de Curitiba (Brésil)
- Menghesteab Tesfamariam, MCCJ, archevêque métropolitain d'Asmara des Érythréens (Érythrée)
- Stefan Heße, archevêque de Hambourg (Allemagne)
- Juan Nsue Edjang Mayé, archevêque de Malabo (Guinée équatoriale)
- Yustinus Hardjosusanto, MSF, archevêque de Samarinda (Indonésie)
- Charles Scicluna, archevêque de Malte (Malte)
- David Macaire, OP, archevêque de Fort-de-France (Antilles françaises)
- Alojzij Cvikl, SJ, archevêque de Maribor (Slovénie)
- Fülöp Kocsis, archéparque de Hajdúdorog, primat de l'Église grecque-catholique hongroise (Hongrie)
- John Charles Wester (en), archevêque de Santa Fe (États-Unis)
- Francescantonio Nolè, OFM.Conv, archevêque de Cosenza - Bisignano (Italie)
- Celso Morga Iruzubieta, archevêque de Mérida - Badajoz (Espagne)
- Gustavo Rodríguez Vega, archevêque de Yucatán (Mexique)
- Erio Castellucci (it), archevêque élu de Modena - Nonantola (Italie)
- Heiner Koch, archevêque de Berlin (Allemagne)
- Lionginas Virbalas, SJ, archevêque de Kaunas (Lituanie)

### Dans leurs sièges épiscopaux
- Oscar Omar Aparicio Cespedes, archevêque de Cochabamba (Bolivie)
- Freddy Antonio de Jesús Breton Martinez, archevêque de Santiago de los Caballeros (République dominicaine)
- Denis Grondin, archevêque de Rimouski (Canada)
- Thomas Ignatius Macwan, archevêque de Gandhinagar (Inde)

### Sources
- « Le Saint-Père imposera le Pallium au nouveau Archevêques métropolitains lundi prochain », sur news.va